# 로니 로즈

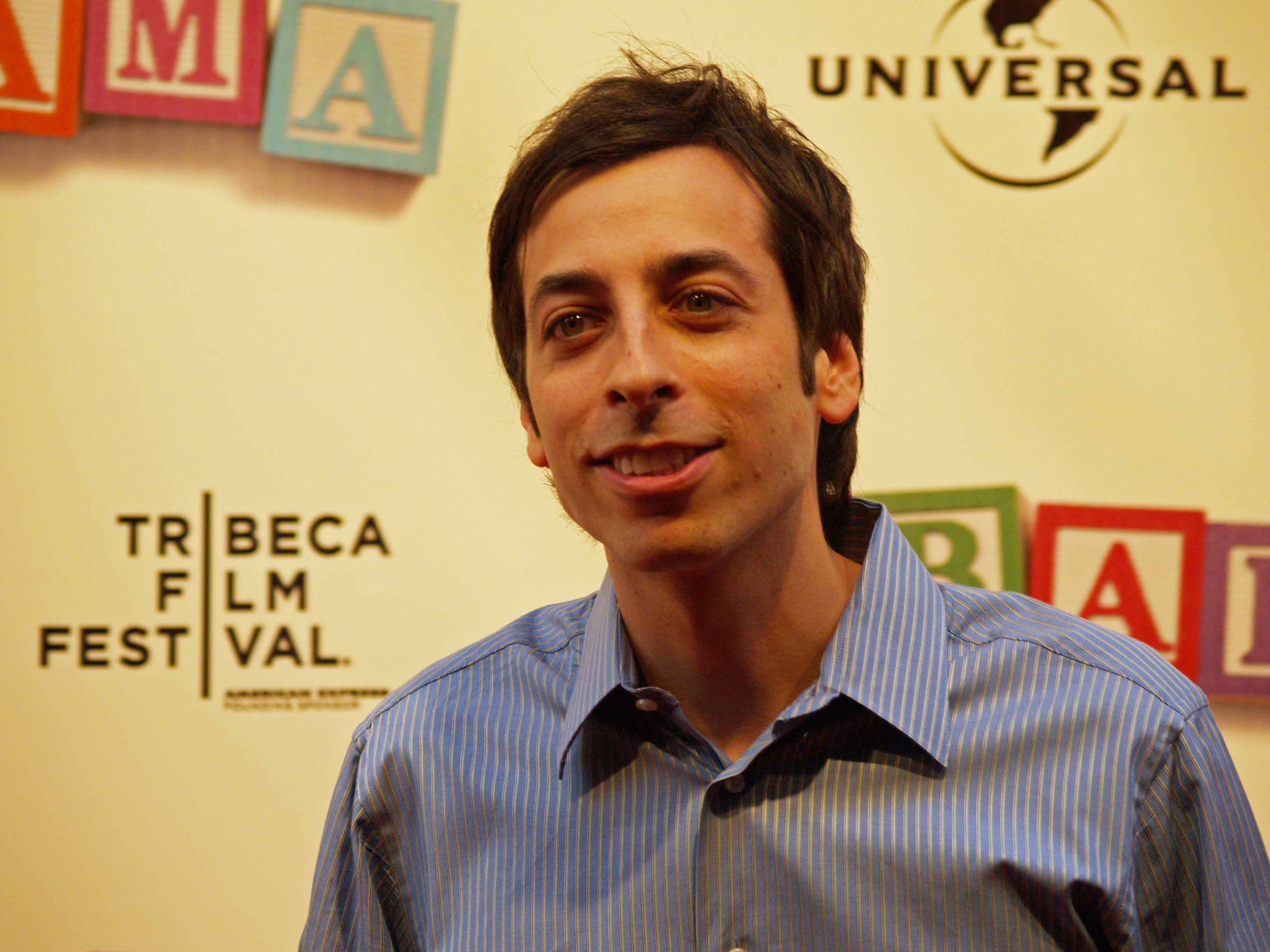
2008년 트라이베카 영화제에서

로니 로스(Lonny Ross, 2000년 ~ )는 미국의 희극인, 배우, 작가이다.

## 출연 작품

### 영화
- 와칭 디텍티브 (2007)
- 록커 (2008) - 스틱스 역
- 컬리지 로드 트립 (2008)

### 텔레비전
- 30 ROCK (2006-09) - 조시 역